# 甘露醇-1-磷酸5-脱氢酶
甘露醇-1-磷酸5-脱氢酶（英語：mannitol-1-phosphate 5-dehydrogenase，EC 1.1.1.17 （页面存档备份，存于））是一种以NAD+或NADP+为受体、作用于供体CH-OH基团上的氧化还原酶,化学式为:C2052H3172O637N514S15。这种酶能催化以下酶促反应：
D-甘露醇-磷酸 + NAD+ {\displaystyle \rightleftharpoons } D-果糖-6-磷酸 + NADH + H+
这种酶主要参与果糖和甘露糖之间的转化过程。